# Centre images
Centre images, l’Agence régionale du Centre pour le cinéma et l’audiovisuel, est un établissement public français de coopération culturelle créé en 2006 à l'initiative de la région Centre-Val de Loire, en partenariat avec le Ministère de la Culture.
De 1991 à 2006, Centre images était une association dénommée Atelier de production Centre-Val de Loire (APCVL).
Centre images, en fusionnant avec Livre au Centre en 2012, a cédé la place à Ciclic, l'agence régionale du Centre-Val de Loire pour le livre, l'image et la culture numérique.

## Pôles d’activité
Cinq pôles d’activité ont été créés au sein de cet établissement public.

### Création
Ce pôle est composé des aides sélectives, d’un bureau d’accueil de tournages et de résidences de création. Pour les aides sélectives, Centre images est chargé de la mise en œuvre de la politique dl la région Centre-Val de Loire en matière de soutien à la création et à la production cinématographique et audiovisuelle (court métrage, long métrage, documentaire, téléfilm). L’Agence assure l'expertise artistique et technique des projets et alloue les soutiens, au nom et pour le compte de la région. 
Centre images, via son bureau d'accueil de tournages, accompagne la préparation des films qui sont amenés à se tourner sur le territoire du Centre-Val de Loire. Le bureau d'accueil de tournages propose une assistance gratuite aux professionnels du cinéma et de l'audiovisuel : recherche de décors et repérages, castings de comédiens et de figurants, constitution d'équipes techniques, autorisations de tournage…
Dans l’objectif d’accompagner les films à toutes les étapes de leur fabrication, Centre images a créé une résidence destinée aux professionnels du cinéma et de l’audiovisuel. Située à Château-Renault, celle-ci comprend aujourd’hui deux axes : résidence de tournages de films d’animation en volume ou animation directe sous caméra, résidence de montage pour des premiers et deuxièmes longs métrages.
Enfin, Centre images édite chaque année un Guide des soutiens à la création cinématographique et audiovisuelle.

### Diffusion
En accompagnant les films soutenus dans le cadre des aides sélectives, Centre images favorise la rencontre des œuvres et des publics. Son action s’appuie principalement sur des partenariats forts avec les salles de cinéma de la région : elle se traduit par la mise en place d’avant-premières, d’animation, de programmations thématiques. Au sein de ce pôle, l’Agence organise le Festival du film de Vendôme, manifestation consacrée à la création cinématographique soutenue par les collectivités territoriales européennes.

### Éducation
La région Centre est depuis de nombreuses années le lieu d’expérimentations réussies dans le domaine de l’éducation à l’image. Il était logique dans ces conditions que l’Agence compte parmi les douze pôles régionaux d’éducation et de formation à l’image labellisés par le Ministère de la Culture. Les principales missions du pôle sont l’animation du réseau éducatif à l’échelle régionale, la constitution d’un centre de ressources et la coordination et le développement de formation pour les professionnels.
Au sein de l’agence, le pôle est structuré en quatre secteurs : 
1. secteur scolaire : opération Lycéens et apprentis au cinéma en région Centre et ateliers de pratiques artistiques (fiction, documentaire et animation).
2. secteur enseignement supérieur : Université au cinéma et formations initiales destinées aux enseignants dans les IUFM.
3. secteur aménagement culturel du territoire : opérations hors temps scolaire Passeurs d’images.
4. secteur formation : indépendamment des formations proposées aux partenaires des opérations d’éducation au cinéma, Centre images a mis en place un département chargé de la formation des professionnels du cinéma et de l’audiovisuel (CAP opérateur projectionniste…).

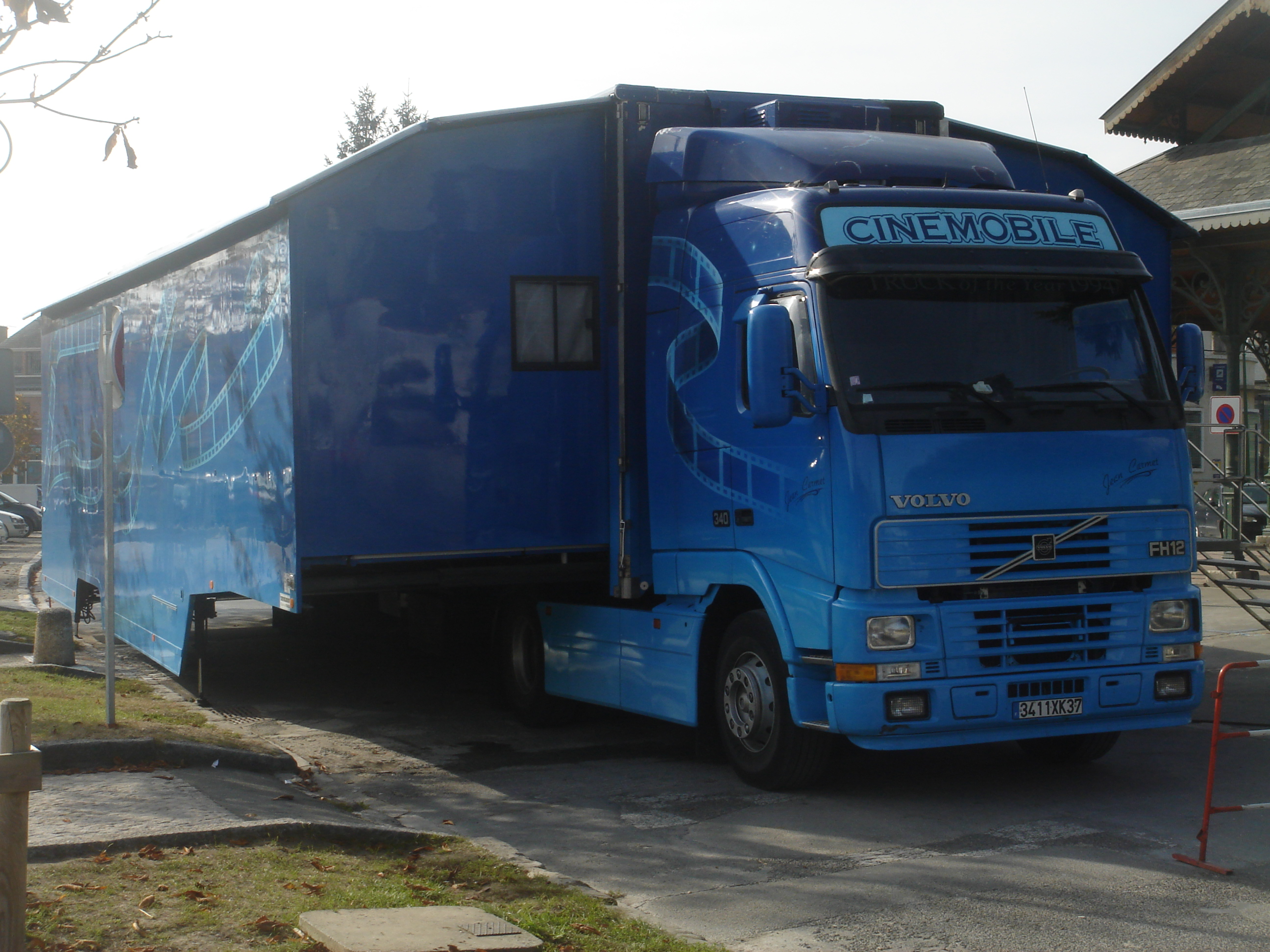
Cinémobile

### Exploitation - Cinémobiles
Centre images s’est vu confier, par la Région Centre, les Cinémobiles. Circuit itinérant qui permet de proposer des séances cinématographiques dans 46 communes de la région Centre, cet outil d’aménagement culturel du territoire n’a pas d’équivalent en France. Les Cinémobiles participent activement aux dispositifs d’éducation à l’image et offrent la possibilité de mettre en œuvre des animations tout au long de l’année.

### Patrimoine
Depuis le début de l'année 2006, Centre images a mis en place un nouvel outil destiné à la collecte et à la sauvegarde du patrimoine cinématographique et audiovisuel de la région Centre. L’objectif est d’offrir aux habitants un service de sauvegarde et de valorisation des films professionnels et amateurs qui ont un lien avec le territoire régional. Outre les accords avec les producteurs et les télévisions locales et régionales, la conservation des films subventionnés par la région Centre,  Centre images met l'accent sur la recherche et la sauvegarde des films réalisés par des amateurs depuis les débuts du cinéma jusqu'à aujourd'hui.  

## Quelques longs métrages soutenus par Centre images
Liste non exhaustive
- La Vie rêvée des anges d'Erick Zonca
- Qui a tué Bambi ? de Gilles Marchand
- Depuis qu'Otar est parti… de Julie Bertuccelli
- 17 Fois Cécile Cassard de Christophe Honoré
- Backstage d'Emmanuelle Bercot
- Les Revenants de Robin Campillo
- Un homme, un vrai de Jean-Marie Larrieu
- Pas de repos pour les braves d'Alain Guiraudie
- Je ne suis pas là pour être aimé de Stéphane Brizé
- Capitaine Achab de Philippe Ramos
- Les Liens du sang de Jacques Maillot
- La France de Serge Bozon
- L'Homme qui marche d'Aurélia Georges
- Douches froides d'Antony Cordier
- Versailles de Pierre Schoeller
- Home d'Ursula Meier
- Rien de personnel de Mathias Gokalp
- Les Regrets de Cédric Kahn
- Le Père de mes enfants de Mia Hansen-Love
- Le Temps des grâces de Dominique Marchais
- L'Arbre et la Forêt d'Olivier Ducastel et Jacques Martineau
- La Princesse de Montpensier de Bertrand Tavernier
- L'Arbre de Julie Bertuccelli
- Entre nos mains de Mariana Otéro
- D'amour et d'eau fraîche de Isabelle Czajka
- Un poison violent de Katell Quillévéré
- Une vie de chat de Jean-Loup Felicioli et Alain Gagnol
- Une vie meilleure de Cédric Kahn
- Parlez-moi de vous de Pierre Pinaud
- Sport de filles de Patricia Mazuy
- L'Enfant d'en haut de Ursula Meier
- Je me suis fait tout petit de Cécilia Rouaud
- La Vierge, les Coptes et moi... de Namir Abdel Messeeh
- Augustine de Alice Winocour